# 2021年使命召唤手游世界锦标赛
2021年使命召唤手游世界锦标赛是使命召唤手游在2021年12月线上举办的全球性赛事，采用bo5模式，敌对双方先后进行热点战、经典爆破、据点争夺、热点战、经典爆破模式。
比赛分为西区和东区两个赛区。西区比赛时间为12月4日-12月5日，包含北美、拉丁美洲、欧洲赛区的战队；东区比赛时间为12月11日-12月12日，包含南亚、中东、日本、东南亚、中国赛区的战队。
来自菲律宾的BlackList Ultimate战队获得了东区冠军，来自北美赛区的Tribe Gaming战队获得了西区冠军。

## 战队构成

### 东部赛区

#### 中国
- 情久俱乐部使命召唤手游分队
- FPX俱乐部使命召唤手游分队
- 深圳DYG电子竞技俱乐部使命召唤手游分队[5]

#### 日本
- SCARZ战队
- VrilliantOwlX战队（可以简称为VOX战队）

#### Garena
- Blacklist Ultimate战队
- DG Esports战队
- ALMGHTY战队

#### 中東南亞
- GodLike Esports战队
- Team Vitality战队
- Revenant Esports战队
- True Rippers Esports战队